# Власина Рид
Власина Рид је насеље у Србији у општини Сурдулица у Пчињском округу. Према попису из 2022. било је 100 становника.

## Демографија
У насељу Власина Рид живи 257 пунолетних становника, а просечна старост становништва износи 54,4 година (52,6 код мушкараца и 56,1 код жена). У насељу има 130 домаћинстава, а просечан број чланова по домаћинству је 2,12.
Ово насеље је великим делом насељено Србима (према попису из 2002. године), а у последња три пописа, примећен је пад у броју становника.
|  |

| Демографија | Демографија | Демографија |
| Година      | Становника  | Становника  |
| ----------- | ----------- | ----------- |
| 1948.       | 2.669       |             |
| 1953.       | 2.689       |             |
| 1961.       | 1.945       |             |
| 1971.       | 1.186       |             |
| 1981.       | 641         |             |
| 1991.       | 426         | 426         |
| 2002.       | 276         | 279         |
| 2011.       | 175         |             |
| 2022.       | 100         |             |

| Етнички састав према попису из 2002.‍ | Етнички састав према попису из 2002.‍ | Етнички састав према попису из 2002.‍ | Етнички састав према попису из 2002.‍ | Етнички састав према попису из 2002.‍ |
| ------------------------------------ | ------------------------------------ | ------------------------------------ | ------------------------------------ | ------------------------------------ |
|                                      |                                      |                                      |                                      |                                      |
| Срби                                 | Срби                                 |                                      | 272                                  | 98,55%                               |
| Македонци                            | Македонци                            |                                      | 2                                    | 0,72%                                |
| непознато                            | непознато                            |                                      | 2                                    | 0,72%                                |

| Година пописа     | 1948. | 1953. | 1961. | 1971. | 1981. | 1991. | 2002. |
| ----------------- | ----- | ----- | ----- | ----- | ----- | ----- | ----- |
| Број домаћинстава | 437   | 485   | 457   | 362   | 215   | 170   | 130   |

| Број чланова      | 1  | 2  | 3  | 4  | 5 | 6 | 7 | 8 | 9 | 10 и више | Просек |
| ----------------- | -- | -- | -- | -- | - | - | - | - | - | --------- | ------ |
| Број домаћинстава | 44 | 50 | 16 | 17 | 2 | 1 | 0 | 0 | 0 | 0         | 2,12   |

| Пол    | Укупно | Неожењен/Неудата | Ожењен/Удата | Удовац/Удовица | Разведен/Разведена | Непознато |
| ------ | ------ | ---------------- | ------------ | -------------- | ------------------ | --------- |
| Мушки  | 131    | 34               | 78           | 12             | 6                  | 1         |
| Женски | 127    | 23               | 76           | 26             | 2                  | 0         |
| УКУПНО | 258    | 57               | 154          | 38             | 8                  | 1         |

| Пол    | Укупно                    | Пољопривреда, лов и шумарство | Рибарство                            | Вађење руде и камена | Прерађивачка индустрија       |
| ------ | ------------------------- | ----------------------------- | ------------------------------------ | -------------------- | ----------------------------- |
| Мушки  | 36                        | 5                             | 0                                    | 0                    | 5                             |
| Женски | 11                        | 3                             | 0                                    | 0                    | 5                             |
| УКУПНО | 47                        | 8                             | 0                                    | 0                    | 10                            |
| Пол    | Производња и снабдевање   | Грађевинарство                | Трговина                             | Хотели и ресторани   | Саобраћај, складиштење и везе |
| Мушки  | 3                         | 9                             | 4                                    | 4                    | 0                             |
| Женски | 1                         | 0                             | 0                                    | 2                    | 0                             |
| УКУПНО | 4                         | 9                             | 4                                    | 6                    | 0                             |
| Пол    | Финансијско посредовање   | Некретнине                    | Државна управа и одбрана             | Образовање           | Здравствени и социјални рад   |
| Мушки  | 0                         | 0                             | 3                                    | 1                    | 0                             |
| Женски | 0                         | 0                             | 0                                    | 0                    | 0                             |
| УКУПНО | 0                         | 0                             | 3                                    | 1                    | 0                             |
| Пол    | Остале услужне активности | Приватна домаћинства          | Екстериторијалне организације и тела | Непознато            | Непознато                     |
| Мушки  | 1                         | 0                             | 0                                    | 1                    | 1                             |
| Женски | 0                         | 0                             | 0                                    | 0                    | 0                             |
| УКУПНО | 1                         | 0                             | 0                                    | 1                    | 1                             |

## Засеоци
У насељу Власина Рид има 38 засеока и махала. Већина њих је потпуно напуштено због лоших услова за живот.
Центар насеља Власинa Рид, махале Лујинци, Љоте и Велкови су постали туристичке атракције за посетиоце насеља због својих хотела, ресторана и апартмана, док су остале махале углавном напуштене.

## Галерија
- Зима на Власина Риду, јануар 2019.
- Руинирана зграда старе осмогодишње школе на Власина Риду.
- Руинирана зграда старе осмогодишње школе на Власина Риду.
- Црква Светог Илије на Власини Риду после реновирања.
- Црква Светог Илије на Власина Риду после реновирања.
- Бивак у Власина Риду
- Хотел „Власина"
- Туристичко насеље у Власини Риду
- Махала Лујинци.
- Махала Лујинци.
- Махала Лујинци.